# Гриньов Даміан Петрович
Даміа́н Петро́вич Гриньо́в (* 12 липня 1880, Курськ, Росія — † 10 жовтня 1934, Харків, УРСР) — український лікар. доктор медицини (1910), професор (1916), Президент Харківської державної медичної академії (1920)

## Життєпис
Гриньов Даміан Петрович народився 30 червня (12 липня) 1880 р. в м. Курськ у дворянській родині.
1891—1899 рр. — Даміан Петрович навчався у Курській гімназії. Одержавши середню освіту, у 1989 р. вступив на медичний факультет Харківського університету. У 1904 р. закінчив його та отримав диплом першого ступеня. 1904—1907 — працював земським лікарем у Сумському повіті Харківської губернії.
1907—1912 — Гриньов Д. П. працював на кафедрі загальної патології, де проходив підготовку до професорського  звання.
Влітку 1908 року перебував у науковому відрядженні у Санкт-Петербурзі, Інститут експериментальної медицини.
1910 року захищає дисертацію на звання доктора медичних наук: «К вопросу об окислительных процессах при экстирпации поджелудочной железы (экспериментальное исследование)».
Протягом 1911—1912 рр Даміан Петрович перебував у науковому відрядженні, де працював в Пастерівському інституті (Париж) та у Берліні. У 1913 р. отримав звання приват-доцента і доручення викладати курс бактеріології на медичному факультеті Харківського університету. У 1914 р.  Гриньова Д. П. обрали завідувачем кафедри бактеріології Харківського Жіночого медичного інституту. У 1916 року йому присвоєно звання професора. Протягом 1918—1920 рр. працював завідувачем кафедри загальної патології.
В 1920 р. медичний факультет Харківського університету об'єднано з Жіночим медичним інститутом — утворена Харківська медична академія. Гриньова Д. П.  призначено президентом академії. На цій посаді він перебував з липня по жовтень 1920 року.
У 1922 р. шляхом об'єднання кафедри бактеріології Жіночого медичного інституту й курсу бактеріології колишнього медичного факультету була створена кафедра мікробіології Харківського медичного інституту (тепер Харківський національний медичний університет), яку очолив Даміан Петрович Гриньов і керував нею до своєї смерті. Помер 10 жовтня 1934 р. від тяжкої онкологічної хвороби.

## Наукова робота
Даміан Петрович Гриньов працював над проблемами туберкульозу, інфекції та імунітету, досліджував роль мікрофлори ротової порожнини в патології. Вивчав  питання водного, вуглеводного та жирового обмінів при експериментальному туберкульозі, окислювальних процесів при екстирпації підшлункової залози.
З 1925 по 1934 роки під керівництвом проф. Д. П. Гриньова були виконані і захищені 2 докторські та 1 кандидатська дисертації.
Було опубліковано більше 60 робіт, підготовлених у співавторстві з Гриньовим чи під його керівництвом. Серед них монографії «Некоторые исследования о серолипазе» (1909), «Основи мікробіології ротової порожнини» (1932) та двотомник «Медицинская  микробиология» (1934—1937).

## Пам'ять
У 1934 р. Народний комісаріат охорони здоров'я УРСР ухвалив рішення присвоїти кафедрі мікробіології  Харківського медичного інституту і'мя Даміана Петровича Гриньова — її засновника та керівника.